# Planetario Joaquín Gallo
El Planetario Joaquín Gallo, inaugurado en 1991, es un centro de divulgación de ciencia y tecnología perteneciente a la Sociedad Astronómica de México; ubicado en el Parque de los Venados en la Ciudad de México.

## Historia
Las instalaciones fueron inauguradas para contemplar el eclipse solar de 1991. Su nombre es en conmemoración al astrónomo e ingeniero mexicano Joaquín Gallo. 
En 2015, el planetario fue reinaugurado tras una remodelación, pues presentaba filtraciones de agua y desgaste del yeso del domo y se hizo mantenimiento general al equipo de proyección y mobiliario.

## Instalaciones
Cuenta con una cúpula de 8 metros de diámetro que funciona como domo y tiene un aforo para 140 personas. El proyector es optomecánico, caracterizado por su alto contraste y genera el efecto de lejanía, a diferencia de los proyectores modernos. 

## Actividades
Se realizan proyecciones relacionadas con temáticas sobre el universo y el origen de la Tierra, además de talleres sobre el uso del telescopio, charlas informativas sobre eclipses y observaciones lunares, bazares y otras actividades para personas aficionadas de todas las edades.